# Jaime Andrés Valdés
Jaime Andrés Valdés Zapata (Santiago, 1981. január 11. –) chilei labdarúgó, középpályás. A Parma FC-ben játszik a Serie A-ban, valamint a chilei labdarúgó-válogatottban.

## Karrier
Valdes 1998-ban kezdte meg pályafutását a Palestino csapatában. Két év után az olasz Bari csapatába igazolt.
2004-ben igazolt a Fiorentina csapatába, ahol mindössze öt mérkőzésen nem szerzett gólt. 2005-ben a Lecce csapatába igazolt ahol három év alatt 115 mérkőzésen 16 gólt szerzett. 2008 nyarán az Atalantába igazolt, így újra játszhat a Serie A-ban.

## Külső hivatkozások
- Ismertetője az atalanta.it honlapján